# Caligus scribae
Caligus scribae is een eenoogkreeftjessoort uit de familie van de Caligidae. De wetenschappelijke naam van de soort is voor het eerst geldig gepubliceerd in 1984 door Essafi, Cabral & Raibaut.